# Anomala ahlwarthi
Anomala ahlwarthi är en skalbaggsart som beskrevs av Ohaus 1916. Anomala ahlwarthi ingår i släktet Anomala och familjen Rutelidae. Inga underarter finns listade i Catalogue of Life.